# ヴィルジニー・アメリー・アヴェーニョ・ゴートロー
ヴィルジニー・アメリー・アヴェーニョ・ゴートロー（Virginie Amélie Avegno Gautreau、1859年1月29日 - 1915年7月25日）は、アメリカ生まれのパリの社交界のソーシャライトである。ジョン・シンガー・サージェントの絵画『マダムXの肖像』のモデルとなったことで知られるが、その露出の多い衣装や挑発的なポージングにより批判を受けた。

## 若年期と教育
ゴートローは1859年1月29日にルイジアナ州ニューオリンズでヴィルジニー・アメリー・アヴェーニョ(Virginie Amélie Avegno)として生まれた。父はアナトール・プラシド・アヴェーニョ（Anatole Placide Avegno、1835年7月3日 - 1862年4月7日）で、イタリア出身のフィリップ・アヴェーニョの息子である。母方の祖母はフランス貴族の子孫でパーランジュ・プランテーションを設立したヴィルジニー・ド・テルナン(Virginie de Ternant)であり、母方の叔父にルイジアナ州上院議員で判事のチャールズ・パランジュがいる。妹のヴァランティーヌ・マリーは幼い頃に黄熱病で亡くなった。
父は南北戦争で南軍の少佐として活躍したが、1862年にシャイローの戦いで戦死した。父が指揮していた大隊には、フランス人、スペイン人、メキシコ人、アイルランド人、イタリア人、中国人、ドイツ人、オランダ人、フィリピン人など様々な人種が集まっていた。
1867年、未亡人となった母は8歳のヴィルジニーと共にフランスに渡った。ヴィルジニーはフランスで教育を受け、パリの上流階級の社交界に入った。

## パリの社交界にて
ヴィルジニーは、白い肌とブルネットの髪色で、カメオに描かれているような顔立ちと砂時計型の体系をしており、パリの社交界における注目の的となった。ラベンダー色のフェイスパウダーやボディパウダーを使い、ヘンナで髪を染めていた。その優雅さとスタイルが多くの人々を魅了した。
ヴィルジニーはフランスの銀行家で海運王のピエール・ゴートロー(Pierre Gautreau)と結婚し、娘のルイーズ(1879–1911)をもうけた。しかし、ヴィルジニーの不倫は有名で、タブロイド紙やゴシップ誌でネタにされた。

## マダムXの肖像

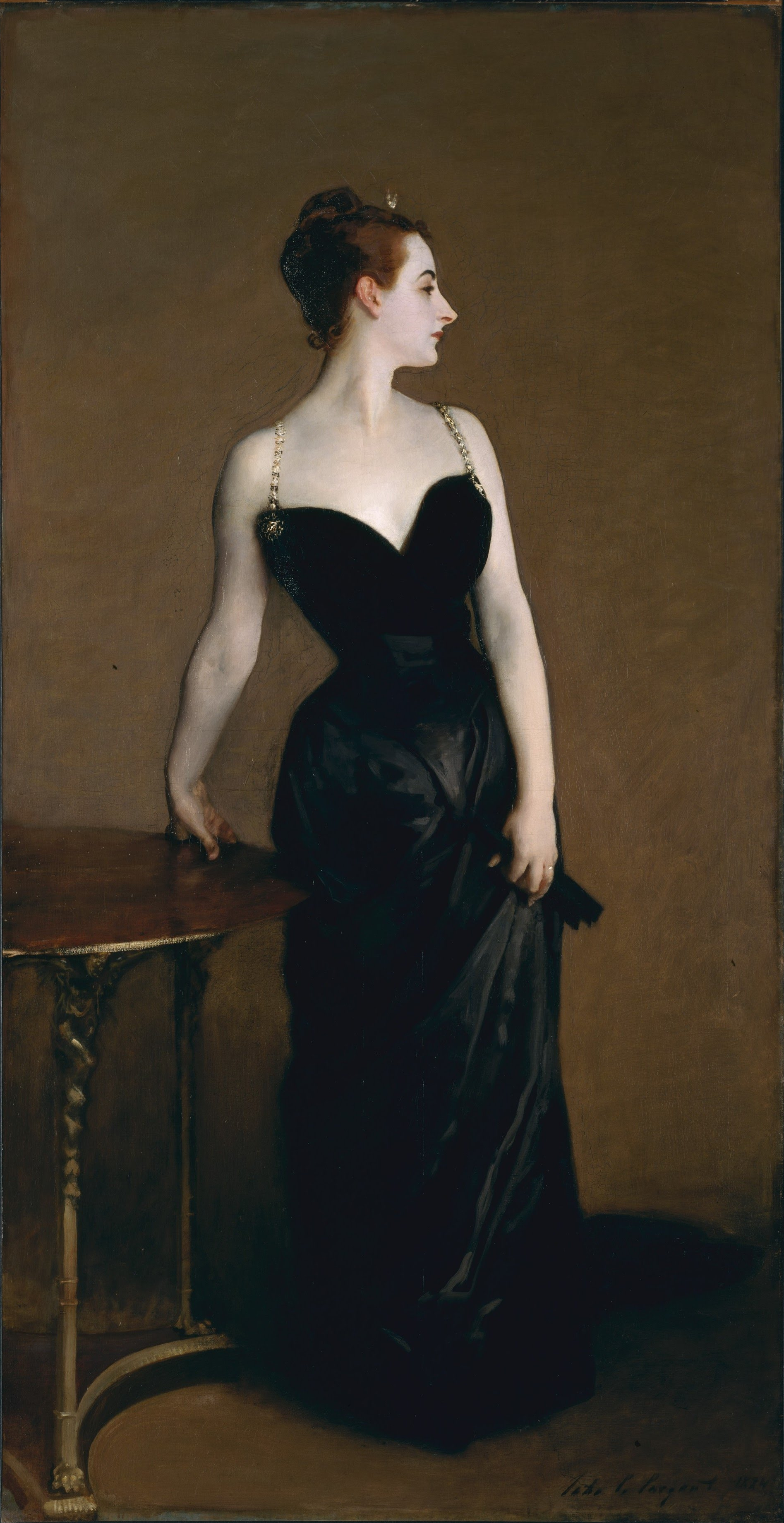
ジョン・シンガー・サージェント『マダムXの肖像』（1884年、油彩、234.95×109.86 cm、メトロポリタン美術館所蔵）

ヴィルジニーの美しさは芸術家たちも魅了したが、肖像画を描きたいという画家たちの申し出をヴィルジニーは何度も断っていた。フランスの人物画の巨匠カロリュス＝デュランの元弟子のジョン・シンガー・サージェントは、ヴィルジニーの肖像画を描けば注目を集めて肖像画の注文が多く来るようになるだろうと考えていた。ヴィルジニーの愛人の一人で、婦人科医・美術コレクターのサミュエル＝ジャン・ド・ポッツィの肖像画『自宅のポッツィ博士』を描く際、サージェントは、ヴィルジニーに自分を紹介してもらうようポッツィに依頼した。ヴィルジニーは1883年2月にサージェントの申し出を受け入れた。これは、サージェントがヴィルジニーと同じく外国人であり、ともにフランス社会で高い地位を得たいと強く願っていたことが動機と解釈されている。サージェントは同年6月にゴートロー邸を訪れ、鉛筆、水彩、油彩でヴィルジニーをモデルにして約30点の習作を描いた。
サージェントは1884年のサロン・ド・パリにヴィルジニーの肖像画を『夫人の肖像』(Portrait de Mme )のタイトルで出展した。しかし、モデルの思わせぶりに媚びを売るようなポージングや露出の多い衣装が、フランス人の感性からすると、モデルの女性の悪評を示唆するものであるとして、人々は憤慨し、この作品をスキャンダラスなものとみなした。あるフランス人批評家は、「サロンに展示されたこの作品の前に立つと、フランス語のあらゆる呪いの言葉が聞こえてくるだろう」と書いている。上流社会の女性の肖像画でこのようなポーズを取ること自体は珍しいことではないが（実際、ヴィルジニー自身がその後他の画家のために同様のポーズをとっても問題にはならなかった）、サージェントが女性の不道徳な生活を誇示したことが、慣習に公然と反したとみなされたのである。ヴィルジニーの母は、サロンからこの作品を撤去するようにサージェントに依頼したが、サージェントはタイトルを『マダムXの肖像』に変更しただけだった。
このスキャンダルにより、サージェントはフランスでの肖像画の依頼が入らなくなり、ロンドンに渡って、イギリスやアメリカの上流階級の肖像画を多く残すことになった。ヴィルジニーもまた、しばらくはパリの社交界から身を引くことになった。
その後、1891年にギュスターヴ＝クロード＝エティエンヌ・クルトワが、1898年にアントニオ・デ・ラ・ガンダラが、ヴィルジニーの肖像画を描いた。

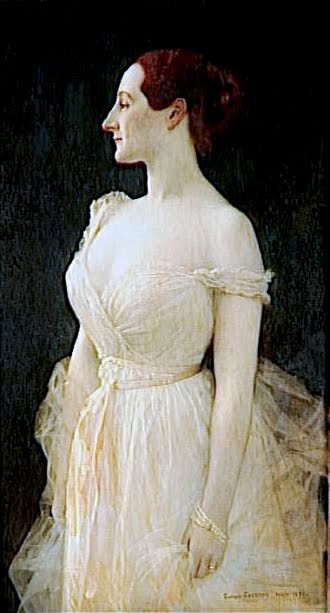
ギュスターヴ＝クロード＝エティエンヌ・クルトワ『ゴートロー夫人』（1891年）
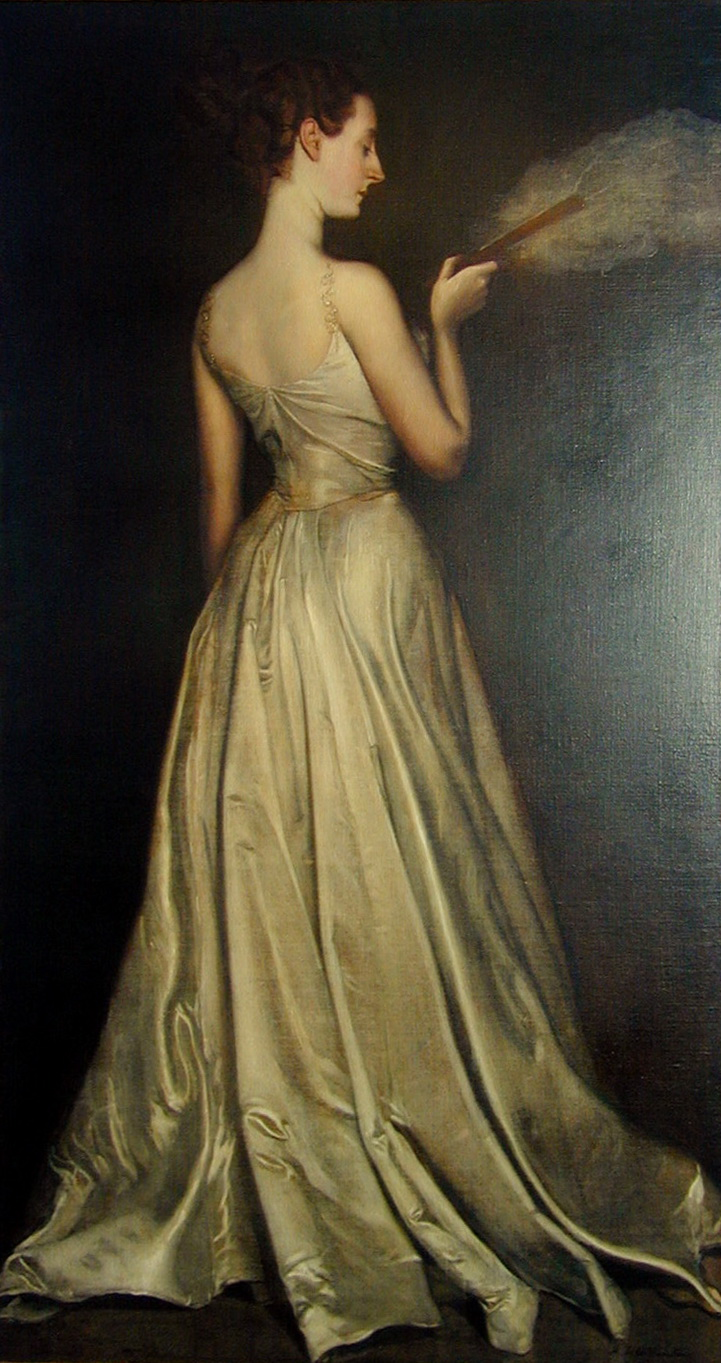
アントニオ・デ・ラ・ガンダラ『ピエール・ゴトーロー夫人』（1898年）

## 死去
ヴィルジニーは1915年7月25日にカンヌで死去した。遺体はブルターニュ地方・サン・マロにあるゴトーロー家が保有するシェーヌ城の地下室に埋葬された。